# Robert Slavin
Robert "Bob" Slavin, Ph.D. (Bethesda, Maryland, 17 de septiembre de 1950 - Middle River, Maryland, 26 de abril de 2021) fue un investigador educativo y psicólogo estadounidense conocido por ser director del Centro para la Investigación y Reforma en Educación de la Universidad Johns Hopkins.

## Infancia y juventud: formación académica
Hijo de Joseph Slavin y de Miriam Slavin, que sobrevino a Bob. Robert se recibió como licenciado en psicología del Reed College en 1972. Además, tiene un Ph.D. en relaciones sociales de la Universidad Johns Hopkins (1975). Desde entonces ha trabajado en los centros de investigación de Johns Hopkins como investigador a tiempo completo. También trabajó a tiempo parcial en la Universidad de York, en Inglaterra, entre 2008 y 2016, siendo uno de los fundadores del Instituto para una Educación Efectiva.

## Investigaciones e impacto
El trabajo del Dr. Slavin esta centrado en desarrollar y evaluar métodos para mejorar el rendimiento académico de estudiantes desaventajados. Es conocido por su trabajo en aprendizaje cooperativo, donde los estudiantes se ayudan mutuamente trabajando en pequeños equipos para aprender en conjunto. Considera que la cooperación entre los estudiantes es la mejor manera de asegurar el éxito. A partir de 1987 dirigió el desarrollo y la evaluación de Success for All junto con su esposa, Nancy Madden. Este es un enfoque de reforma escolar que se centra en garantizar que los estudiantes tengan éxito en el aprendizaje del lenguaje. En 2020, Success for All participa con aproximadamente mil escuelas en los EE. UU., Inglaterra y los Países Bajos, utilizando todo o parte del enfoque.
El Dr. Slavin defendió el uso de programas educativos que han probado ser efectivos según investigaciones rigurosas. Ha publicado muchos análisis que sintetizan investigaciones sobre el aprendizaje de lectura en primaria y secundaria, matemáticas, escritura, ciencias y programas para la primera infancia. En 2007, comenzó un sitio web gratuito llamado Best Evidence Encyclopedia, para poner estas revisiones a disposición de educadores e investigadores. En 2017, después de que el Congreso de los EE. UU. aprobara la Ley de Éxito de Todos los Estudiantes (ESSA), lanzó otro sitio web, Evidence for ESSA, destinado a ayudar a los educadores a determinar qué programas específicos cumplirían los estándares de Evidence for ESSA.
Las investigaciones del Dr. Slavin también incluyeron estudios sobre tutoría para lectores con dificultades, programas para jardín de infantes, escritura, matemáticas, aprendizaje socioemocional y otros temas relacionados. En total, ha publicado más de trescientos artículos arbitrados.

## Fallecimiento
Robert Slavin falleció el sábado 24 de abril de 2021 a la edad de setenta años. Casado con Nancy Madden, el matrimonio tuvo tres hijos: Jacob Slavin, Benjamin Slavin y Rebecca Slavin. En el momento de su fallecimiento, tenía tres nietos: Adaya, Leo y Aba.

## Premios y honores
- 2019: Premio AERA a la Investigación Distinguida en Educación
- 2018: Premio Jenny Pomeroy a la Excelencia en Visión y Salud Pública
- 2017: Premio E.L. Thorndike a las contribuciones psicológicas distinguidas en educación, American Psychological Association
- 2014: Doctorado Honorario, Universidad de Groningen, Países Bajos
- 2010: Becario AERA, 2010 hasta el presente
- 2009: Revisión de AERA del Premio de Investigación
- 2009: Miembro de la Academia Nacional de Educación de los Estados Unidos, hasta el presente
- 2008: Premio Palmer O. Johnson (mejor artículo en una revista de AERA en 2007), American Educational Research Association
- 2008: Doctorado honorario, Universidad de Gante, Bélgica
- 2005: Premio de la Universidad de Pensilvania-CPRE por contribuciones a la investigación educativa
- 2000: Premio al Servicio Distinguido, Consejo de Directores de Escuelas Estatales
- 1999: Doctorado Honorario, Universidad de Lieja, Bélgica
- 1998: Premio James Bryant Conant, Comisión de Educación de los Estados
- 1994: Premio Charles A. Dana
- 1988: Premio Johnson (mejor artículo en una revista de AERA en 1986), American Educational Research Association
- 1985: Premio Raymond B. Cattell Early Career para investigación programática, Asociación Estadounidense de Investigación Educativa